# 松任駅

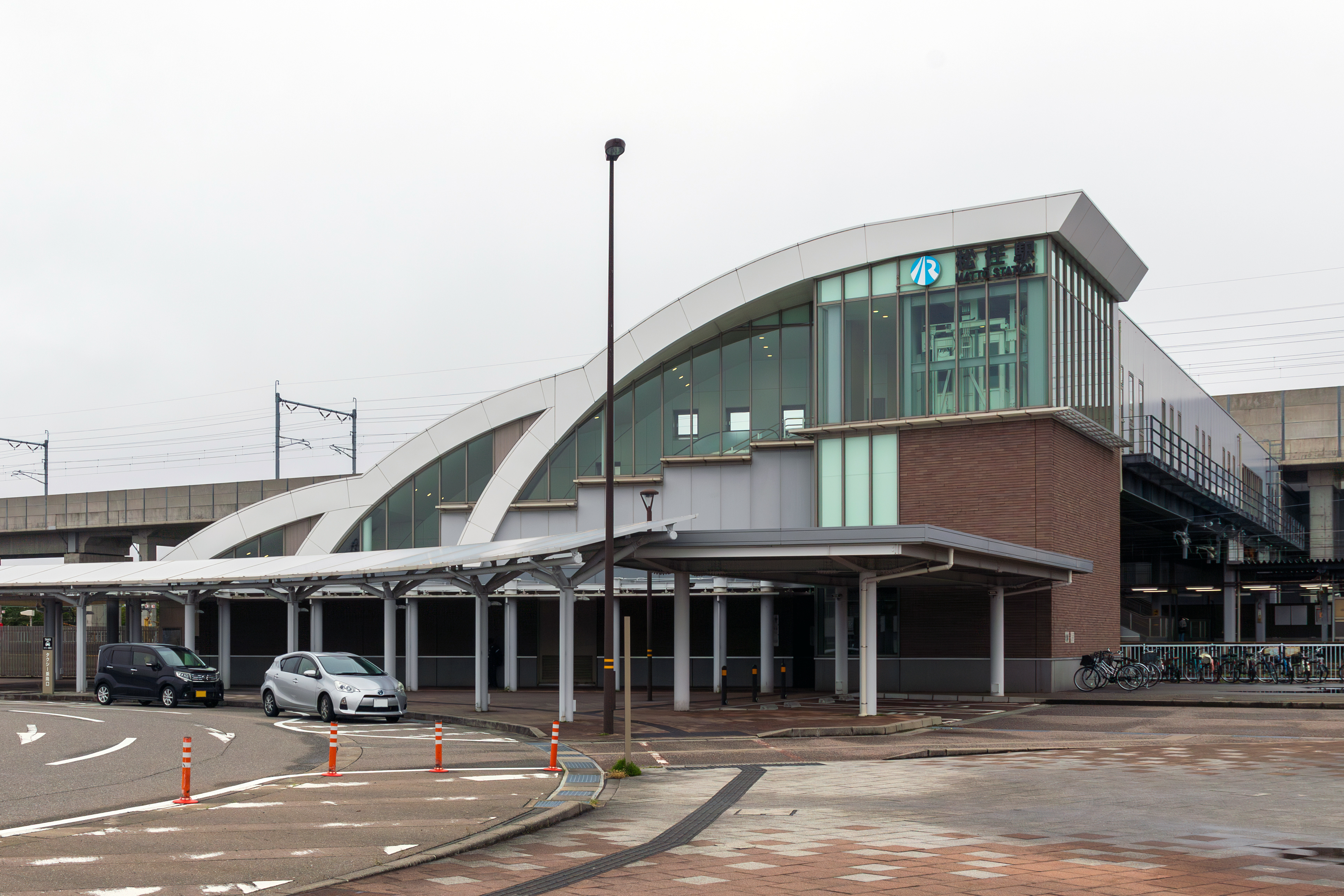
北口駅舎（2024年4月）

松任駅（まっとうえき）は、石川県白山市相木町にある、IRいしかわ鉄道・日本貨物鉄道（JR貨物）の駅である。
白山市の中心駅。事務管コードは▲541447である。
かつては北陸本線の一部の特急列車が停車していた。平日に限り、当駅から金沢駅方面への折り返し列車および始発列車が設定されている。かつては北陸鉄道松金線が接続していた。

## 歴史

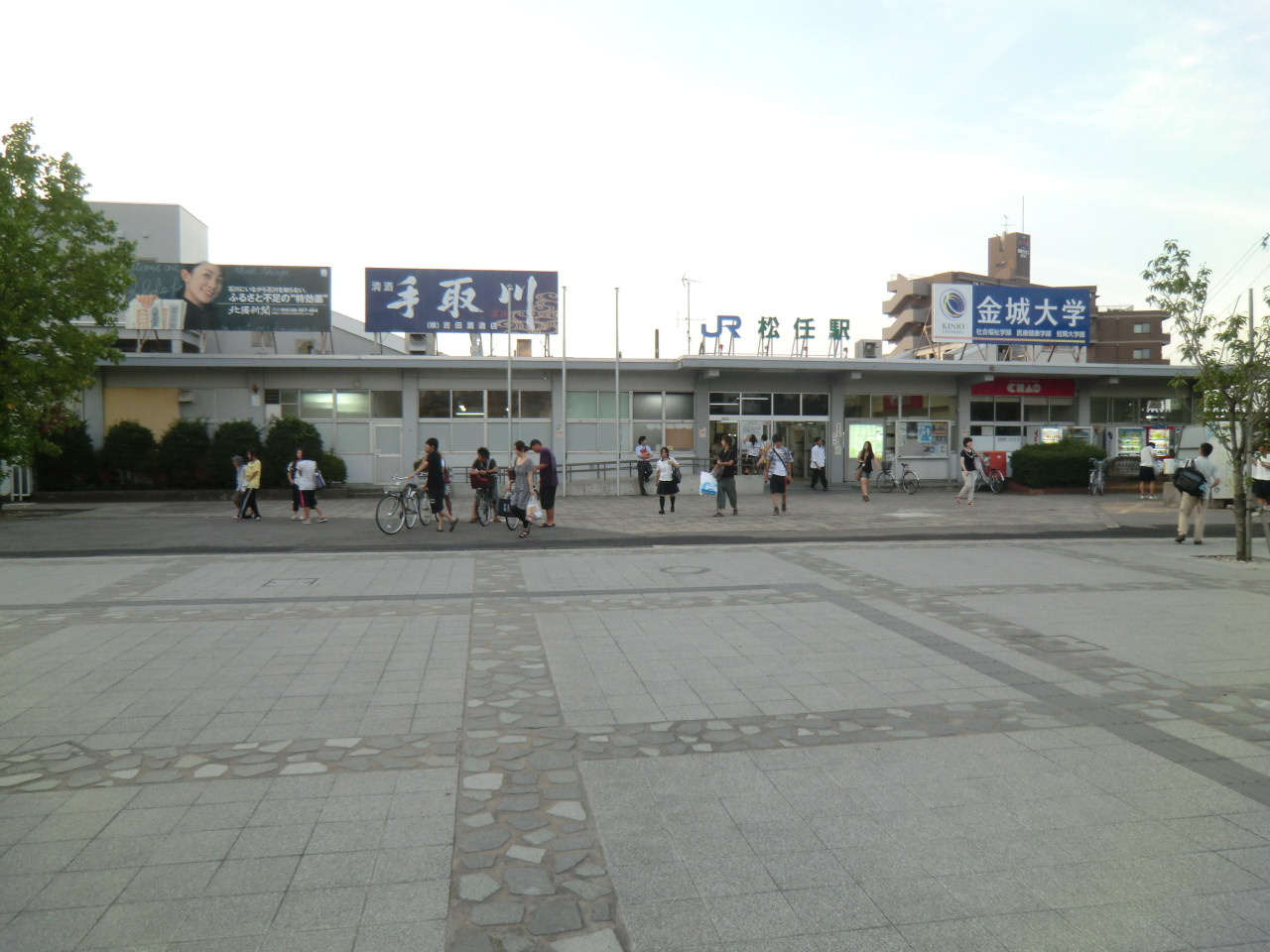
旧南口駅舎（2011年8月）

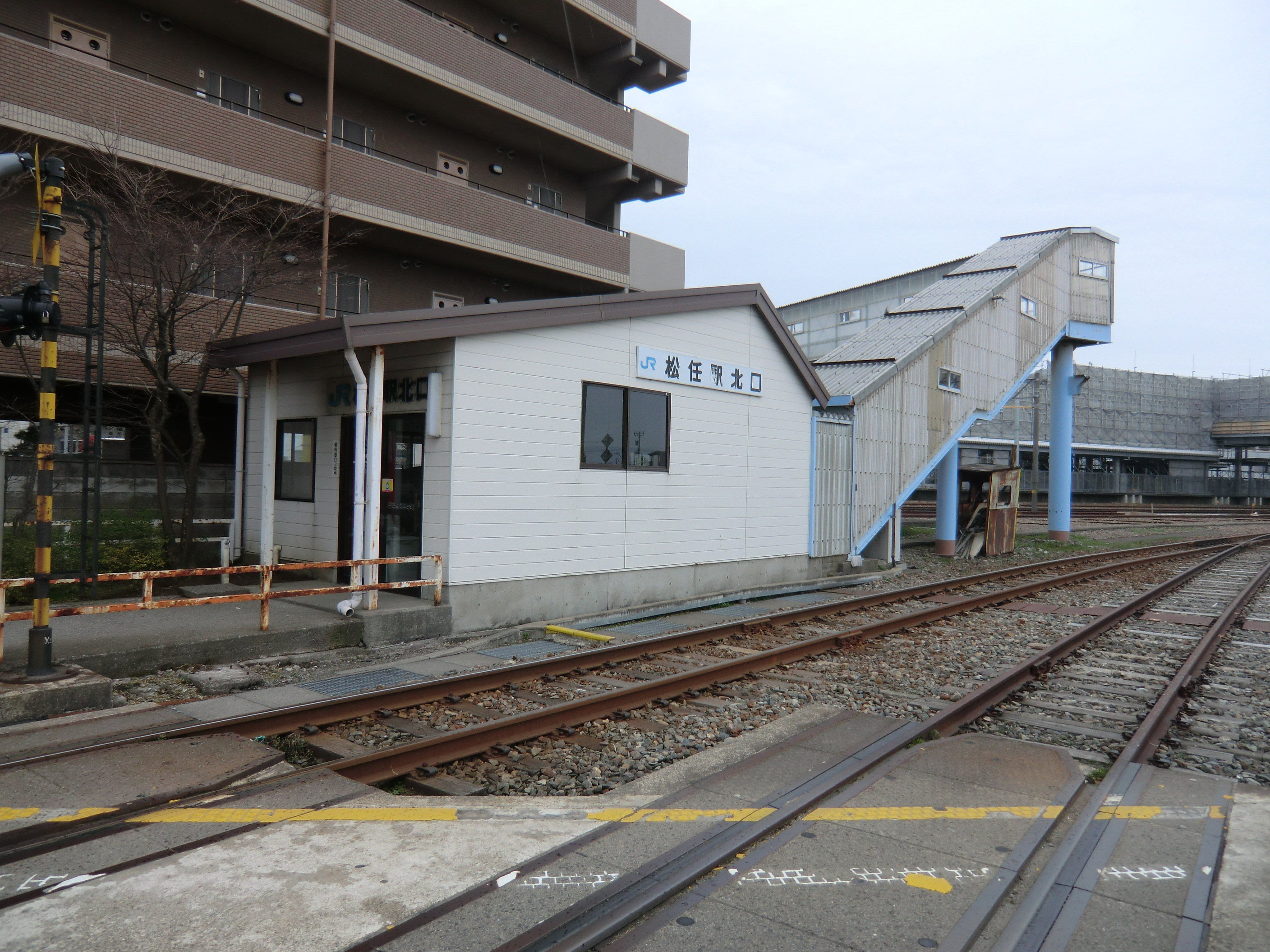
旧北口（2011年3月）

- 1898年（明治31年）4月1日：官設鉄道北陸線の小松駅 - 金沢駅間延伸に伴い、一般駅として開業[1][2]。
- 1909年（明治42年）10月12日：線路名称制定、北陸本線所属駅となる[4]。
- 1916年（大正5年）3月13日：松金電車軌道線（後の北陸鉄道松金線）の駅が開業[5]。
- 1955年（昭和30年）11月14日：北陸鉄道松金線の駅が廃止[5]。
- 1963年（昭和38年）8月：RC造平屋の駅舎が完成。
- 1984年（昭和59年）2月：荷物の取扱を廃止[6]。
- 1986年（昭和61年）3月：みどりの窓口を開設[6]。
- 1987年（昭和62年）4月1日：国鉄分割民営化により、西日本旅客鉄道（JR西日本）・日本貨物鉄道（JR貨物）の駅となる。貨物の取扱を廃止（旅客駅となる）[7]。また、この日に北口を開設[7]。
- 2011年（平成23年）
  - 8月7日：自由通路の供用を開始[8][9]。
  - 8月8日：橋上駅の駅舎の使用を開始[8][9]。
- 2016年（平成28年）6月8日：駅内売店「CHAO」からブランド転換した「セブン-イレブンKiosk JR松任駅店」がオープン。
- 2017年（平成29年）
  - 3月12日：駅自動放送の使用開始。
  - 4月1日：自動改札機の使用開始[10][11][12]。
  - 4月15日：ICカード「ICOCA」の利用が可能となる[11][10][13][14]。
- 2024年（令和6年）3月16日：北陸新幹線金沢駅 - 敦賀駅間延伸開業に伴い、IRいしかわ鉄道の駅になる。
- 2025年（令和7年）3月15日：金沢駅 - 大聖寺駅に快速が新設され、停車駅となる。

## 駅構造
単式ホーム1面1線と島式ホーム1面2線、合計2面3線のホームを有する地上駅。かつては当駅の北側に、JR西日本金沢総合車両所松任本所（一部メディアでは旧称の松任工場と表記する場合がある）が隣接していたため、構内は広い。
北陸新幹線が南口駅舎上を通過するため、その工事に伴う駅舎の橋上化と南北自由通路の建設事業が進められ、2011年（平成23年）8月8日の始発から駅舎の使用を開始した。橋上駅舎は旧駅舎より小松寄りに設置されている。駅舎のデザインは、南口側は白山の山並みを、北口側は日本海の白波をモチーフにしている。
直営駅（金沢駅の被管理駅）。駅構内にはみどりの窓口（IRいしかわ鉄道移管のため、旅行会社扱いでJR券発売を行う）がある。かつては市内の菓子店「圓八」のあんころがホームで立ち売りされていたが、現在は当駅や小松駅・金沢駅構内のコンビニや売店で販売されている。

### のりば
| のりば | 路線              | 方向 | 行先           | 備考         |
| ------ | ----------------- | ---- | -------------- | ------------ |
| 1      | ■IRいしかわ鉄道線 | 上り | 小松・福井方面 |              |
| 2      | ■IRいしかわ鉄道線 | 上り | 小松・福井方面 | 一部列車のみ |
| 2      | ■IRいしかわ鉄道線 | 下り | 金沢方面       | 一部列車のみ |
| 3      | ■IRいしかわ鉄道線 | 下り | 金沢方面       |              |

列車運転指令上では、1番のりばは「上り本線」、2番のりばは「中線」、3番のりばは「下り本線」とされている。原則として1番・3番を使用し、2番は上り・下りの一部列車に使われる。
かつて流れていた接近メロディは、1番のりばが『アニーローリー』、2・3番のりばが『エリーゼのために』であった。2017年3月12日からは、北陸本線の主要駅で用いられている自動詳細型放送が各ホームに導入された。

## 貨物取扱
現在、JR貨物の駅は車扱貨物の臨時取扱駅となっている。貨物設備はなく、専用線も当駅には接続していない。そのため貨物列車の発着はないが、金沢総合車両所で検査を受けるため、配給列車で回送された私有貨車やコンテナ車が当駅でJR西日本に引き渡されている。
国鉄分割民営化前までは、ニッコー松任工場や、日本石油松任油槽所・住友セメントのセメントサイロ（いずれも閉鎖）などへ続く専用線が存在した。

## 利用状況
2019年（令和元年）度の1日平均乗車人員は3,758人である。
「石川県統計書」および「白山市統計書」によると、1996年以降の1日平均乗車人員の推移は以下の通り。
| 年度               | 1日平均 乗車人員 | 出典       |
| ------------------ | ---------------- | ---------- |
| 1996年（平成08年） | 3,509            | [ 統計 2 ] |
| 1997年（平成09年） | 3,503            | [ 統計 3 ] |
| 1998年（平成10年） | 3,467            | [ 統計 4 ] |
| 1999年（平成11年） | 3,403            | [ 統計 5 ] |
| 2000年（平成12年） | 3,324            | [ 統計 6 ] |
| 2001年（平成13年） | 3,215            | [ 統計 6 ] |
| 2002年（平成14年） | 3,164            | [ 統計 6 ] |
| 2003年（平成15年） | 3,066            | [ 統計 6 ] |
| 2004年（平成16年） | 2,987            | [ 統計 6 ] |
| 2005年（平成17年） | 2,992            | [ 統計 7 ] |
| 2006年（平成18年） | 2,968            | [ 統計 7 ] |
| 2007年（平成19年） | 2,938            | [ 統計 7 ] |
| 2008年（平成20年） | 3,106            | [ 統計 7 ] |
| 2009年（平成21年） | 2,987            | [ 統計 7 ] |
| 2010年（平成22年） | 2,995            | [ 統計 8 ] |
| 2011年（平成23年） | 3,000            | [ 統計 8 ] |
| 2012年（平成24年） | 3,019            | [ 統計 8 ] |
| 2013年（平成25年） | 3,095            | [ 統計 8 ] |
| 2014年（平成26年） | 3,069            | [ 統計 8 ] |
| 2015年（平成27年） | 3,493            | [ 統計 9 ] |
| 2016年（平成28年） | 3,542            | [ 統計 9 ] |
| 2017年（平成29年） | 3,720            | [ 統計 9 ] |
| 2018年（平成30年） | 3,818            | [ 統計 9 ] |
| 2019年（令和元年） | 3,758            |            |

## 駅周辺
旧・松任市の中心市街地が広がる。

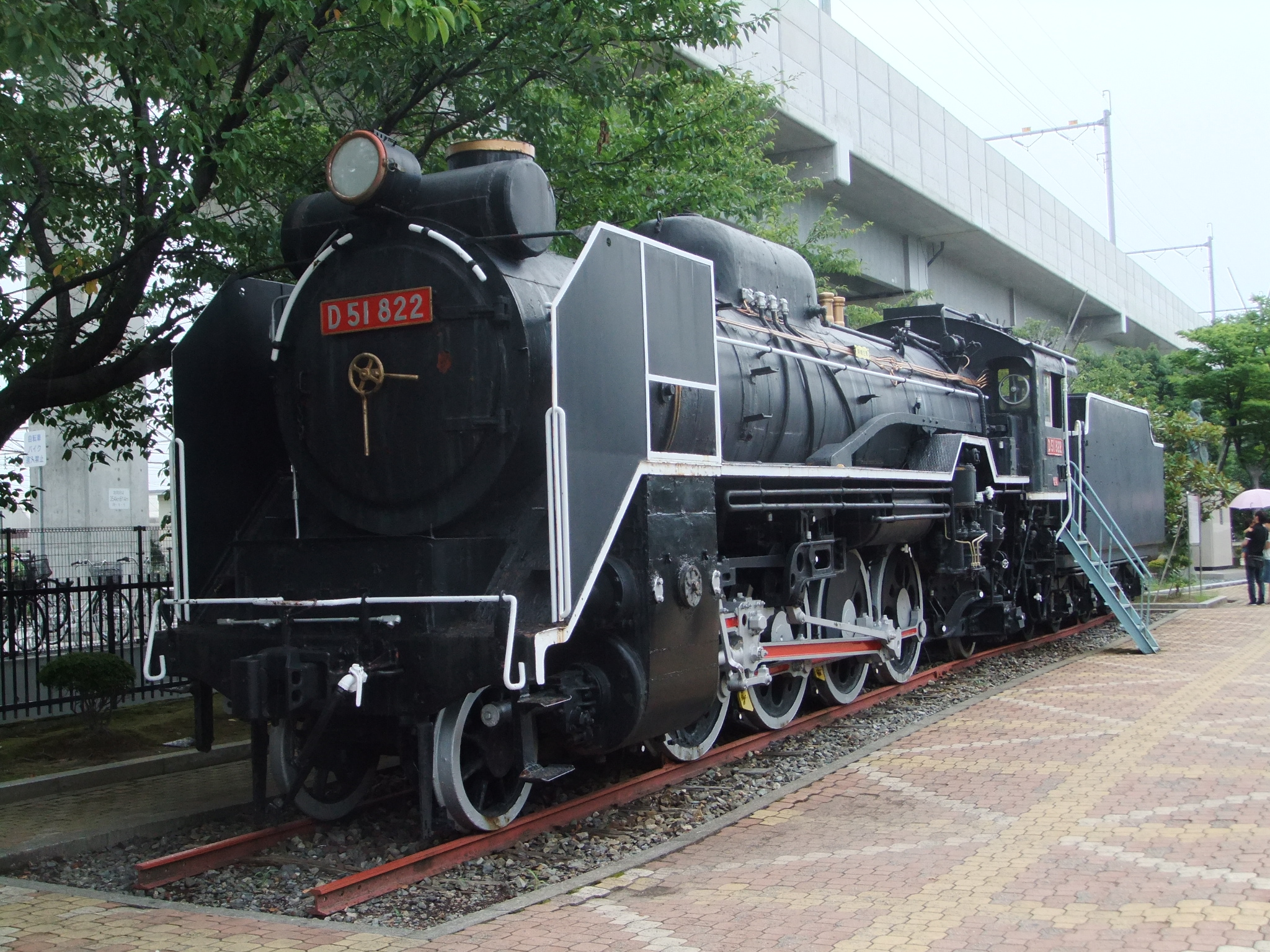
駅前広場に保存されているD51 822

1990年代までは複数のショッピングセンターの立ち並ぶ商業集積地だったが、白山市内を通る国道8号（松任バイパスの一部）沿いの大型ショッピングセンターの開業、南口近くにあった松任市役所や公立松任石川中央病院も国道近くに移転した影響で客足は遠のき、商業施設は次々と姿を消していった。現在は白山市の都市再開発の方針でそれらの跡地には市営の文化施設がオープンしている。
駅舎を出て左手には、かつて北陸本線で使われていたD51 822が静態保存されている。
- 松任城址公園
- 千代女の里俳句館[20]
- 市民工房うるわし
- 白山市松任学習センタープララ
  - 白山市立松任図書館
- 白山市松任文化会館ピーノ
- 白山市立博物館
- 白山市松任公民館
- 松任ふるさと館[21] - 登録有形文化財（主屋・門・物置2棟の計4件）。吉田茂平（明治期の実業家）の私邸を移築保存したもの。
- 白山市立松任中川一政記念美術館 - 中川一政（洋画家）の母が、旧松任市出身という縁で開館。
- グランドホテル白山
- ハローワーク白山
- 石川県立松任高等学校
- ニッコー松任工場
- マルエー 松任店

## バス路線
松任駅前停留所
- 北鉄白山バス - いずれの路線も土日祝日運休となっている。
  - 白山線：鶴来駅行き・白峰車庫行き／イオンモール白山行き
  - 川北線：緑が丘十丁目行き・いしかわ動物園行き
- 白山市コミュニティバス「めぐーる」 - 日曜・祝日運休となっている。
- マップ
  - 白山登山バス：市ノ瀬（夏季・秋季の土日祝日運行）[22]

松任停留所
- 北陸鉄道
  - 40 松任線：白山市役所前行き・金城大学行き／金沢駅行き
  - 41・49 千代野線：千代野ニュータウン行き／金沢駅行き・金沢星稜大学・高校行き
- 北鉄白山バス
  - 42 金沢寺井線：寺井中央行き／金沢駅行き
  - 47 松任中奥線：千代野ニュータウン行き／香林坊行き
  - 48 野々市線：松任駅北口行き／金沢駅行き

松任駅北口停留所
- 北鉄白山バス
  - 48 野々市線：金沢駅行き

## 北陸鉄道 松任駅
松金線の始発駅で、国鉄駅の南に位置し、約200メートル離れていた。

### 歴史
- 1916年（大正5年）3月13日：松金電車鉄道の駅として開業[5]。
- 1920年（大正9年）3月25日：松金電車鉄道が金沢電気軌道に併合され、同社の駅となる[23]。
- 1943年（昭和18年）10月13日：合併により北陸鉄道設立[24]、同社の松金線の駅となる。
- 1955年（昭和30年）11月14日：松金線全線廃止[5][25]により廃駅。

### 駅構造
道路に面して木造平屋建ての駅舎があり、島式ホーム1面2線を有していた。

### 廃止後
駅跡地には白山市立松任図書館が建てられている。また、廃線後は廃止代替バスが運行された。

## 隣の駅
IRいしかわ鉄道
■IRいしかわ鉄道線
■快速
能美根上駅 - 松任駅 - 金沢駅
■普通
西松任駅 - 松任駅 - 野々市駅

### かつて存在した路線
北陸鉄道
松金線
松任駅 - 東町駅

### 記事本文

### 利用状況
1. ↑  “令和元年石川県統計書” (PDF).   石川県. p. 104 (2021年3月). 2021年4月12日閲覧。
2. ↑  1996年 石川県統計書 108頁
3. ↑  1997年 石川県統計書 108頁
4. ↑  1998年 石川県統計書 108頁
5. ↑  1999年 石川県統計書 108頁
6. 1 2 3 4 5  “平成17年度版 白山市統計書 JR乗車人員（1日平均）” (PDF).   白山市企画振興部企画課 (2022年2月9日). 2022年3月28日閲覧。
7. 1 2 3 4 5  “平成22年度版 白山市統計書 JR乗車人員（1日平均）” (PDF).   白山市企画振興部企画課 (2022年2月9日). 2022年3月28日閲覧。
8. 1 2 3 4 5  “平成27年度版 白山市統計書 JR乗車人員（1日平均）” (PDF).   白山市企画振興部企画課 (2022年2月9日). 2022年3月28日閲覧。
9. 1 2 3 4  “令和元年度版 白山市統計書 JR乗車人員（1日平均）” (PDF).   白山市企画振興部企画課 (2022年2月9日). 2022年3月28日閲覧。